# خمسة أعوام من السفر في الشرق (كتاب)
خمسة أعوام من السفر في الشرق كتاب الفه إسرائيل جوزيف بنجامين (1818-1864) تاجر الخشب اليهودي المعروف باسم الرحالة بنيامين الثاني، يتكون الكتاب المترجم للعربية من 435 صفحة ومقسم إلى 43 فصلا، واصفاً من خلاله تفاصيل رحلته التي كانت بين عامي 1846-1851م متتبعا خلالها تواجد أبناء ديانته من اليهود واصفاً احوال معيشتهم واماكن تواجدهم. يصف بنجامين في كتابه الأحوال الاقتصادية والاجتماعية في المجتمعات اليهودية التي زارها؛ ويسرد أيضاً العديد من التقاليد والأساطير المحلية. اشتهر الكتاب باسم رحلة بنيامين الثاني وقد ترجم الكتاب وحققه سالم عيسى تولا
ويعد الكتاب من كتب أدب الرحلات المهمة.